# Cantonul Fraize
Cantonul Fraize este un canton din arondismentul Saint-Dié-des-Vosges, departamentul Vosges, regiunea Lorena, Franța.

## Comune
- Anould
- Ban-sur-Meurthe-Clefcy
- La Croix-aux-Mines
- Entre-deux-Eaux
- Fraize (reședință)
- Mandray
- Plainfaing
- Saint-Léonard
- Le Valtin